# Korntal-Münchingen
Korntal-Münchingen ist eine Stadt im Landkreis Ludwigsburg in Baden-Württemberg. Sie gehört zur Region Stuttgart (bis 1992 Region Mittlerer Neckar) und zur europäischen Metropolregion Stuttgart.

## Geographie

### Geographische Lage
Korntal-Münchingen liegt im Strohgäu nordwestlich der Landeshauptstadt Stuttgart und grenzt direkt an diese. Der niedrigste Punkt der Gemarkung wird mit 269,6 m ü. NHN an der Glems gemessen, der höchste befindet sich mit 379,1 m ü. NHN an der Kreisgrenze etwas unterhalb des Gipfels des Grünen Heiners. Höchster eigenständiger Berg der Gemarkung ist mit 362,4 m ü. NHN der Kallenberg, lokal auch „Kallenbuckel“ genannt.
Die Grenze zwischen Korntal und dem Stuttgarter Stadtteil Weilimdorf verläuft mitten durch die Wohnbebauung. In der Liegnitzer Straße südlich vom Bahnhof Korntal gehören die Häuser auf der nördlichen Straßenseite (ungerade Hausnummern, Postleitzahl 70825) zu Korntal und die Grundstücke auf der südlichen Straßenseite (gerade Hausnummern, Postleitzahl 70499) zu Stuttgart.
Zwischen Korntal und Münchingen gibt es keine direkte öffentliche Verbindungsstraße, eine Fahrt zwischen den beiden Stadtteilen ist somit nur über Stuttgarter Stadtgebiet möglich. Darüber hinaus ist ein Gewerbegebiet im Westen von Korntal nur über Stuttgarter Straßen erreichbar.

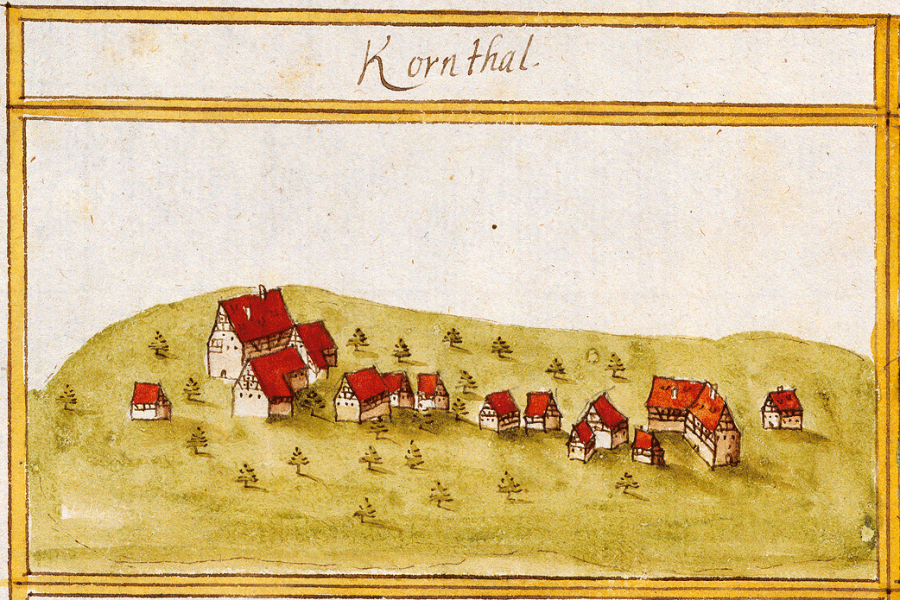
Korntal 1682, Forstlagerbuch von Kieser

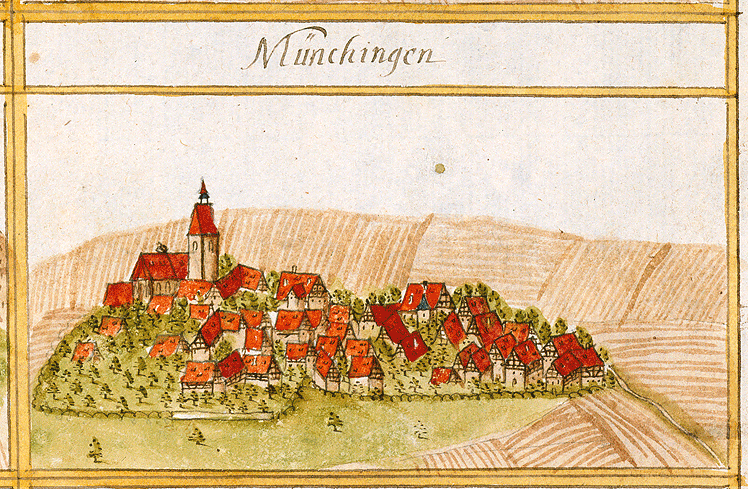
Münchingen 1682, Forstlagerbuch von Kieser

### Stadtgliederung
Korntal-Münchingen entstand aus dem Zusammenschluss der Stadt Korntal und der Gemeinde Münchingen, die Stadt ist in die drei Stadtteile Korntal, Münchingen und Kallenberg gegliedert. Die offizielle Benennung der Stadtteile lautet Korntal-Münchingen, Stadtteil Korntal; Korntal-Münchingen, Stadtteil Münchingen; und Korntal-Münchingen, Stadtteil Kallenberg.
Die Stadt ist aufgeteilt in zwei Gemarkungen. Gemarkung Korntal (Nr. 081150) mit dem Stadtteil Korntal und der Gemarkung Münchingen (Nr. 081151) mit den Stadtteilen Münchingen, Müllerheim und Kallenberg. Die Gemarkungsgrenze verläuft im Norden von Korntal am Höhenweg bzw. Oberhalb des Lotterberg.
Zur ehemaligen Stadt Korntal gehört der Stadtteil Korntal. Zur ehemaligen Gemeinde Münchingen gehören der Stadtteil Münchingen, der Stadtteil Kallenberg und das Hofgut Mauer sowie die abgegangenen Ortschaften Birkach, Leinfelden, Rugelberg und Glemsmühle.

### Nachbargemeinden
An die Stadt Korntal-Münchingen grenzen reihum (beginnend im Osten) die Stadt Stuttgart (Stadtteile Stammheim, Neuwirtshaus, Zuffenhausen und Weilimdorf), Ditzingen, Ditzingen-Hirschlanden, Ditzingen-Schöckingen, Hemmingen, Schwieberdingen und Möglingen. Bis auf die kreisfreie Landeshauptstadt Stuttgart gehören alle zum Landkreis Ludwigsburg.

### Flächenaufteilung
Nach Daten des Statistischen Landesamtes, Stand 2014.

## Geschichte
Die Vorgängergemeinden Korntal und Münchingen wurden 1938 bei der Verwaltungsreform während der NS-Zeit in Württemberg dem neuen Landkreis Leonberg zugeordnet, der aus dem ehemaligen Oberamt Leonberg hervorging. 1945 wurden die Orte Teil der Amerikanischen Besatzungszone und gehörten somit zum neu gegründeten Land Württemberg-Baden, das 1952 im jetzigen Bundesland Baden-Württemberg aufging. 1973 vollzog sich die Kreisreform in Baden-Württemberg, bei der Korntal und Münchingen zum Landkreis Ludwigsburg kamen.
Die heutige Stadt Korntal-Münchingen entstand am 1. Januar 1975, als im Zuge der baden-württembergischen Gemeindereform die Stadt Korntal und die Gemeinde Münchingen zur neuen Stadt Korntal-Münchingen vereinigt wurden. Die Fusion von Korntal und Münchingen wurde jedoch nur sehr zögerlich vollzogen und vom damaligen Landrat als „der wesensfremdeste Zusammenschluss im Kreis“ Ludwigsburg bezeichnet. Allerdings wurde letztendlich diese Lösung gegenüber einer möglichen Eingemeindung von Korntal in die Stadt Stuttgart präferiert.
1986 nahm man die Südstraße als Teilumgehungsstraße von Korntal in Betrieb. 1998 erschloss man das Gewerbegebiet Lingwiesen, 1999 das Wohngebiet Rührberg II. Im Jahr 2005 wurde die Westumfahrung von Münchingen fertiggestellt. Seit 2021 entsteht im Nordwesten Korntals das neue Wohngebiet Korntal-West.

### Korntal
Der Ortsteil Korntal wurde 1297 erstmals urkundlich in den Statuten des Chorherrenstifts Sindelfingen erwähnt. Korntal war bis 1819 ein Rittergut und gehörte zur Gemeinde Weil im Dorf (heute Stuttgart-Weilimdorf) im württembergischen Oberamt Leonberg. Im Jahre 1819 wurde die Gemeinde Korntal durch die Evangelische Brüdergemeinde Korntal als bürgerlich-religiöses Gemeinwesen gegründet. Im Zusammenhang mit dem Bau des Großen Saals verlieh der württembergische König Wilhelm I. der Gemeinde ein Privilegium, das heißt bestimmte Sonderrechte – unter anderem mussten alle Einwohner Mitglieder der Brüdergemeinde sein. Diesen Status verlor der Ort bei der Gründung des Deutschen Reiches 1871 und endgültig 1919 durch die Verfassung der Weimarer Republik.
Im Jahre 1868 erfolgte der Anschluss an das Eisenbahnnetz (Schwarzwaldbahn Zuffenhausen–Calw). Am 30. Juni 1958 wurde die Gemeinde Korntal zur Stadt erhoben.

### Münchingen
Münchingen wurde 1130 erstmals urkundlich in den Zwiefalter Chroniken erwähnt und im Jahre 1336 von den Söhnen des Grafen Ulrich von Asperg an den Grafen Ulrich von Württemberg abgetreten. Lehensnehmer der Ortsherrschaft blieb das seit 1157 nachweisbare Ministerialengeschlecht der Herren von Münchingen. Der Spitalhof des Esslinger Katharinenhospitals wurde 1278 errichtet, die Glemsmühle fand als Münchinger Mühle 1381 Erwähnung. Um 1558 wurde das alte Münchinger Schloss erbaut, das neue Schloss im Jahre 1735. Die Gemeinde war ab 1448 dem württembergischen Amt Grüningen unterstellt.
Während des Dreißigjährigen Krieges wurde 1643 ein großer Teil des Ortskerns zerstört; das erst 1599 erbaute Rathaus wurde 1687 wieder aufgebaut, die evangelische Johanneskirche von 1645 bis 1650 neu errichtet. Ein Neubau der Schule erfolgte zunächst 1645, ein Wiederaufbau dann in den Jahren 1743 und 1744. 1718 kam Münchingen zum Amt Ludwigsburg. Im Jahr 1733 veräußerte Regina Catharina von Münchingen das Schlossgut an August Friedrich von Harling. Bei der Umsetzung der neuen Verwaltungsgliederung im Königreich Württemberg wurde die Gemeinde zwischen 1810 und 1812 dem Oberamt Leonberg zugeordnet. 1906 erhielt Münchingen mit der Strohgäubahn, einer heute dieselbetriebenen, eingleisigen Regionalbahn von Korntal nach Weissach, einen Bahnanschluss. 1997 und 2006 wurden Teile des Ortskerns saniert.

### Kallenberg und Müllerheim
Die Stadtteile Kallenberg und Müllerheim befinden sich auf der Gemarkung von Münchingen, die Gemarkungsfläche umfasst ca. 1750 ha und erstreckt sich mit dem Withauwald und Seewald bis an die Grenzen der Gemarkungen von Möglingen, Stammheim und Neuwirtshaus.

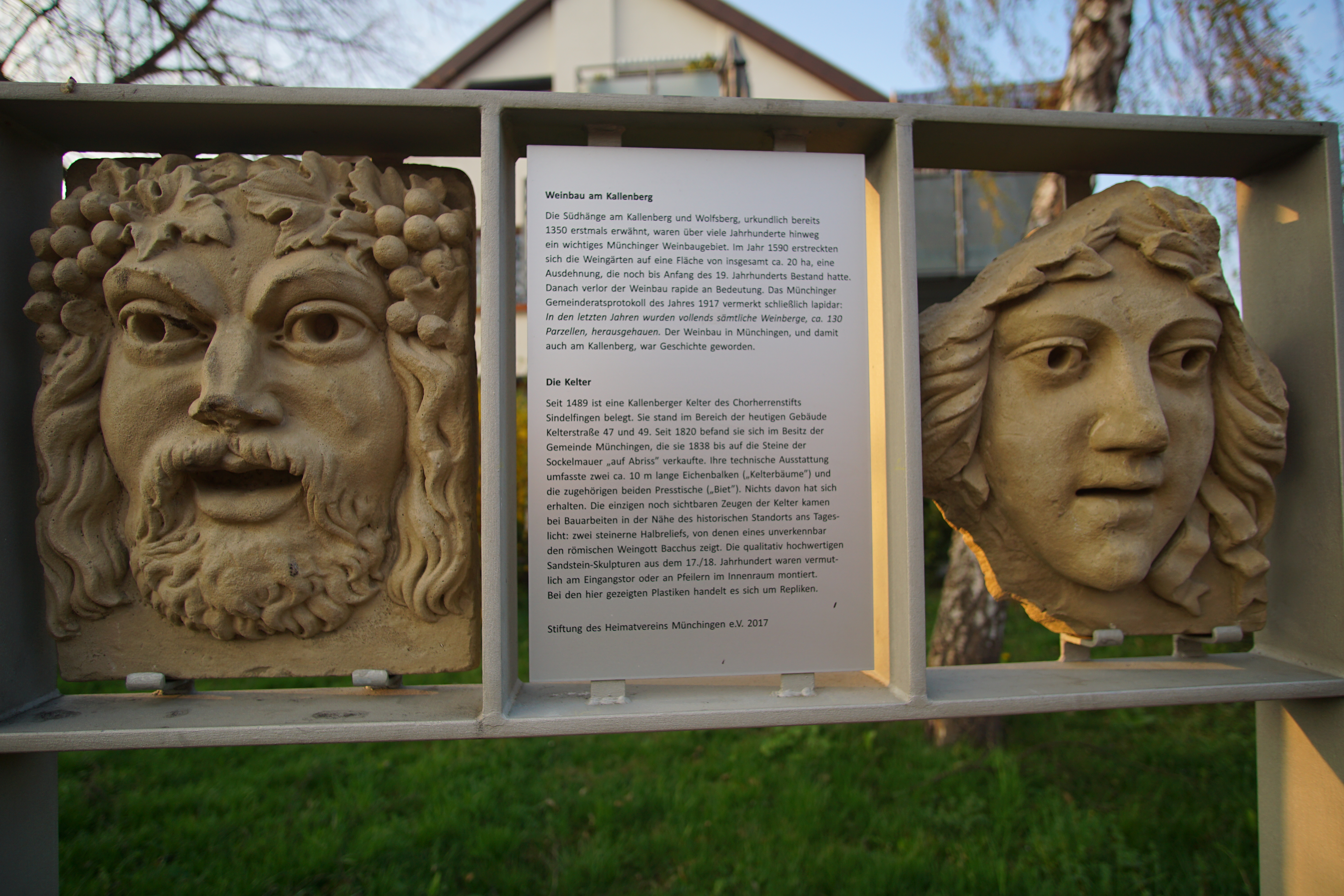
Nachbildungen der gefundenen Halbreliefs, links der Weingott Bacchus

Eine Urkunde der Stadt Leonberg aus dem Jahr 1350 weist bei der Beschreibung der herrschaftlichen Einkünfte im Flecken Münchingen fünf Weingärten „an dem Kallenberge“ von etwas über vier Morgen Fläche auf, aus denen der Herrschaft Württemberg ein festgesetzter Ernteanteil zustand. Im Jahr 1489 verkaufte Ritter Wilhelm von Münchingen dem Chorherrenstift Sindelfingen Gülten und Güter im Wert von 525 Gulden, darunter Weingärten am Kallenberg mit zugehöriger Kelter, und den Wolfsberg. Im Jahr 1590 hatte der Weinbau seine größte Ausdehnung. Die Kallenberger Weingärten erstreckten sich auf 61 Morgen (19,5 ha), 40 Morgen am Kallenberg selbst, die übrigen 21 Morgen am Wolfsberg. Im 19. Jahrhundert verlor der Weinbau am Kallenberg und auch in den anderen Münchinger Weinbaugebieten seine Bedeutung, u. a. auch durch den Befall mit der Reblaus. Andere landwirtschaftliche Kulturen (z. B. Zuckerrüben) versprachen ein besseres Einkommen. Der Weinbau kam schließlich ganz zum Erliegen. Die Hänge des Kallenbergs verwandelten sich in Streuobstwiesen, zum großen Teil Mostobst. Im Jahr 1838 wurde die Kelter, bis auf die Steine der Sockelmauer, zum Verkauf angeboten. Mit den behauenen Steinen der Kelter wurde eine Schutzhütte erstellt, die dann bis zum Jahr 1918 Bestand hatte. An den Weinbau am Kallenberg gibt es noch verschiedene Erinnerungen, z. B. die Kelterstraße. Inzwischen sind bei Bauarbeiten südlich der Alten Kelter gut erhaltene Halbreliefs gefunden worden, die den Römischen Weingott Bacchus und eine Frau zeigen. Die beiden Nachbildungen haben durch den Heimatverein einen Platz an der Daimlerstraße gefunden.
Ende des 19. Jahrhunderts gehörten die Grundstücke am Kallenberg und die Randgebiete am Withauwald zu den am wenigsten begehrten Flächen in Münchingen. Die Wiesen zwischen der Landstraße (die heutige B10) und dem Withauwald wurden als Schinderwiesen bezeichnet, weil dort die verendeten Tiere begraben wurden.
1904 errichtete Gottlieb Müller an der Kreuzung der Landstraß und des Kornwestheimer Wegs eine Gaststätte für Fuhrleute, das "Müllerheim".

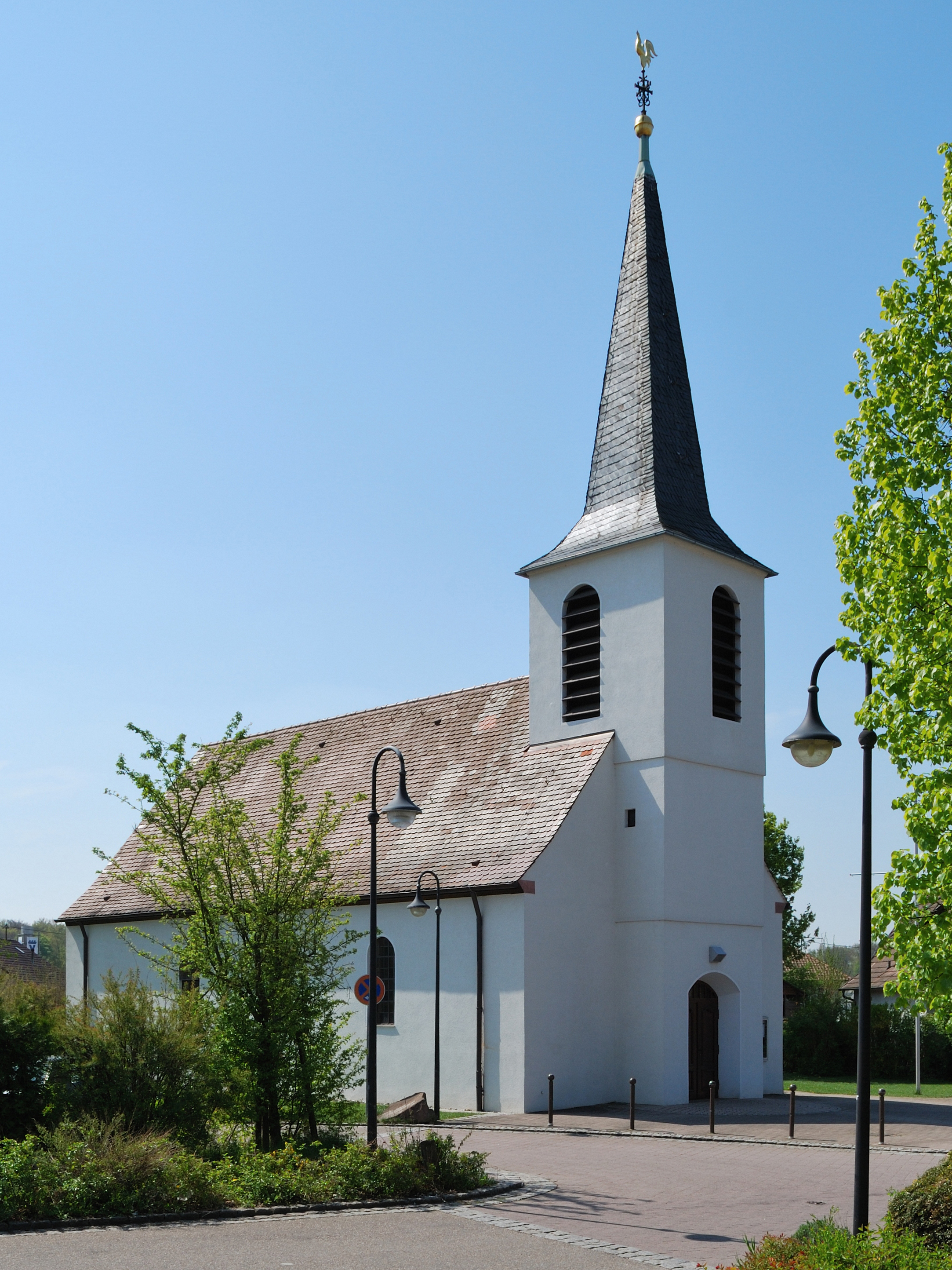
Emmauskirche Kallenberg

In den 1950er Jahren begann am Kallenberg eine intensive Bautätigkeit. Möglich war dies u. a. für Einheimische und Vertriebene durch die niedrigen Preise für Bauland. Entsprechend wuchs die Einwohnerzahl. Waren es in den ersten Jahren nach Kriegsende noch 300 – 400 Bewohner, so wurden schon im Jahr 1962 am Kallenberg und Müllerheim 960 Personen gezählt. Die Entwicklung war sprunghaft. Im Jahr 1968 waren es schon 1700 und im Jahr 1977 dann 1893 Einwohner. Dazu trug auch der Bau von Mitarbeiterwohnungen bei, die von verschiedenen Firmen am Kallenberg erstellt wurden. Im Bereich Müllerheim entstanden ebenfalls mehrere Wohngebäude und Gewerbebetriebe.
Im November 1951 reichte eine ganze Anzahl von Gemeindegliedern beim Kirchengemeinderat der Evangelischen Kirchengemeinde Münchingen ein Gesuch ein mit der Bitte, alle 14 Tage regelmäßig Gottesdienste in den Räumen der Lackfabrik Votteler zu halten. Am 26. Dezember 1951, dem 2. Weihnachtsfeiertag, wurde in der Lackfabrik der erste Gottesdienst mit ca. 60 Besuchern gefeiert. Nach einer Probezeit von einem Jahr wurden die Gottesdienste in der Lackfabrik zu einer festen Einrichtung. Bereits 1951 war zusammen mit dem Wunsch nach eigenen Gottesdiensten auch der Wunsch nach einer eigenen Kirche oder Kapelle laut geworden. In seiner Sitzung vom 29. April 1955 fasste der Kirchengemeinderat Münchingen dann den Beschluss, eine Kirche an der Daimlerstraße zu errichten. Die Grundsteinlegung fand am 24. Juli 1955 statt. Als Baumaterial dienten Steine von im 2. Weltkrieg zerbombten Häusern aus Stuttgart. Bereits am 15. November 1955 konnte das Richtfest stattfinden. Am 26. November 1955 wurden fünf neue Glocken auf dem Kirchturm eingerichtet und am 15. Juli 1956 war dann das Kirchweihfest der neuen Emmauskirche.

## Politik
Die Verwaltung der Stadt Korntal-Münchingen erfolgt nach den Grundsätzen der Gemeindeordnung für Baden-Württemberg. Verwaltungsorgane sind der Gemeinderat und der Bürgermeister.

### Gemeinderat
Der Gemeinderat in Korntal-Münchingen hat 22 Mitglieder. Die Kommunalwahl am 9. Juni 2024 führte zu folgendem Endergebnis. Der Gemeinderat besteht aus den gewählten ehrenamtlichen Gemeinderäten und dem Bürgermeister als Vorsitzendem. Der Bürgermeister ist im Gemeinderat stimmberechtigt.
| Parteien und Wählergemeinschaften | Parteien und Wählergemeinschaften           | % 2024 | Sitze 2024 | % 2019  | Sitze 2019 | % 2014 | Sitze 2014 | Gemeinderatswahl 2024 %3020100 28,428,119,213,411,0 CDUFWGrüneSPDFDPGewinne und Verlusteim Vergleich zu %p 4 2 0 −2 −4+2,3+2,0−1,7−1,2−1,4CDUFWGrüneSPDFDP |
| CDU                               | Christlich Demokratische Union Deutschlands | 28,4   | 6          | 26,09   | 6          | 33,6   | 7          | Gemeinderatswahl 2024 %3020100 28,428,119,213,411,0 CDUFWGrüneSPDFDPGewinne und Verlusteim Vergleich zu %p 4 2 0 −2 −4+2,3+2,0−1,7−1,2−1,4CDUFWGrüneSPDFDP |
| FW                                | Freie Wähler Korntal-Münchingen             | 28,1   | 6          | 26,10   | 6          | 17,6   | 4          | Gemeinderatswahl 2024 %3020100 28,428,119,213,411,0 CDUFWGrüneSPDFDPGewinne und Verlusteim Vergleich zu %p 4 2 0 −2 −4+2,3+2,0−1,7−1,2−1,4CDUFWGrüneSPDFDP |
| GRÜNE                             | Bündnis 90/Die Grünen                       | 19,2   | 4          | 20,89   | 4          | 16,8   | 4          | Gemeinderatswahl 2024 %3020100 28,428,119,213,411,0 CDUFWGrüneSPDFDPGewinne und Verlusteim Vergleich zu %p 4 2 0 −2 −4+2,3+2,0−1,7−1,2−1,4CDUFWGrüneSPDFDP |
| SPD                               | Sozialdemokratische Partei Deutschlands     | 13,4   | 3          | 14,57   | 3          | 17,9   | 4          | Gemeinderatswahl 2024 %3020100 28,428,119,213,411,0 CDUFWGrüneSPDFDPGewinne und Verlusteim Vergleich zu %p 4 2 0 −2 −4+2,3+2,0−1,7−1,2−1,4CDUFWGrüneSPDFDP |
| FDP                               | Freie Demokratische Partei                  | 11,0   | 3          | 12,35   | 3          | 9,3    | 2          | Gemeinderatswahl 2024 %3020100 28,428,119,213,411,0 CDUFWGrüneSPDFDPGewinne und Verlusteim Vergleich zu %p 4 2 0 −2 −4+2,3+2,0−1,7−1,2−1,4CDUFWGrüneSPDFDP |
| AfD                               | Alternative für Deutschland                 | —      | —          | —       | —          | 4,8    | 1          | Gemeinderatswahl 2024 %3020100 28,428,119,213,411,0 CDUFWGrüneSPDFDPGewinne und Verlusteim Vergleich zu %p 4 2 0 −2 −4+2,3+2,0−1,7−1,2−1,4CDUFWGrüneSPDFDP |
| Gesamt                            | Gesamt                                      | 100    | 22         | 100     | 22         | 100    | 22         | Gemeinderatswahl 2024 %3020100 28,428,119,213,411,0 CDUFWGrüneSPDFDPGewinne und Verlusteim Vergleich zu %p 4 2 0 −2 −4+2,3+2,0−1,7−1,2−1,4CDUFWGrüneSPDFDP |
| Wahlbeteiligung                   | Wahlbeteiligung                             | 64 %   | 64 %       | 63,42 % | 63,42 %    | 55,2 % | 55,2 %     | Gemeinderatswahl 2024 %3020100 28,428,119,213,411,0 CDUFWGrüneSPDFDPGewinne und Verlusteim Vergleich zu %p 4 2 0 −2 −4+2,3+2,0−1,7−1,2−1,4CDUFWGrüneSPDFDP |

### Bürgermeister
Amtsinhaber ist seit dem 8. Juli 2023 Alexander Noak. Er wurde am 14. Mai 2023 mit 52,7 Prozent der Stimmen zum Bürgermeister gewählt. Er folgte Joachim Wolf nach, der von 2007 bis 2023 amtierte. Von 1991 bis 2007 war Peter Stritzelberger Bürgermeister. Von 1975 bis 1991 amtierte Walter Seiler, der zuvor Bürgermeister von Münchingen war.

### Sonstige Wahlen
Bei der Landtagswahl 2021 gehörte Korntal-Münchingen zum Wahlkreis 13 Vaihingen, bei der Bundestagswahl 2021 zum Wahlkreis 265 Ludwigsburg.
Direkt gewählter Landtagsabgeordneter ist seit 2016 Markus Rösler (Grüne); direkt gewählter Bundestagsabgeordneter ist seit 2009 Steffen Bilger (CDU).

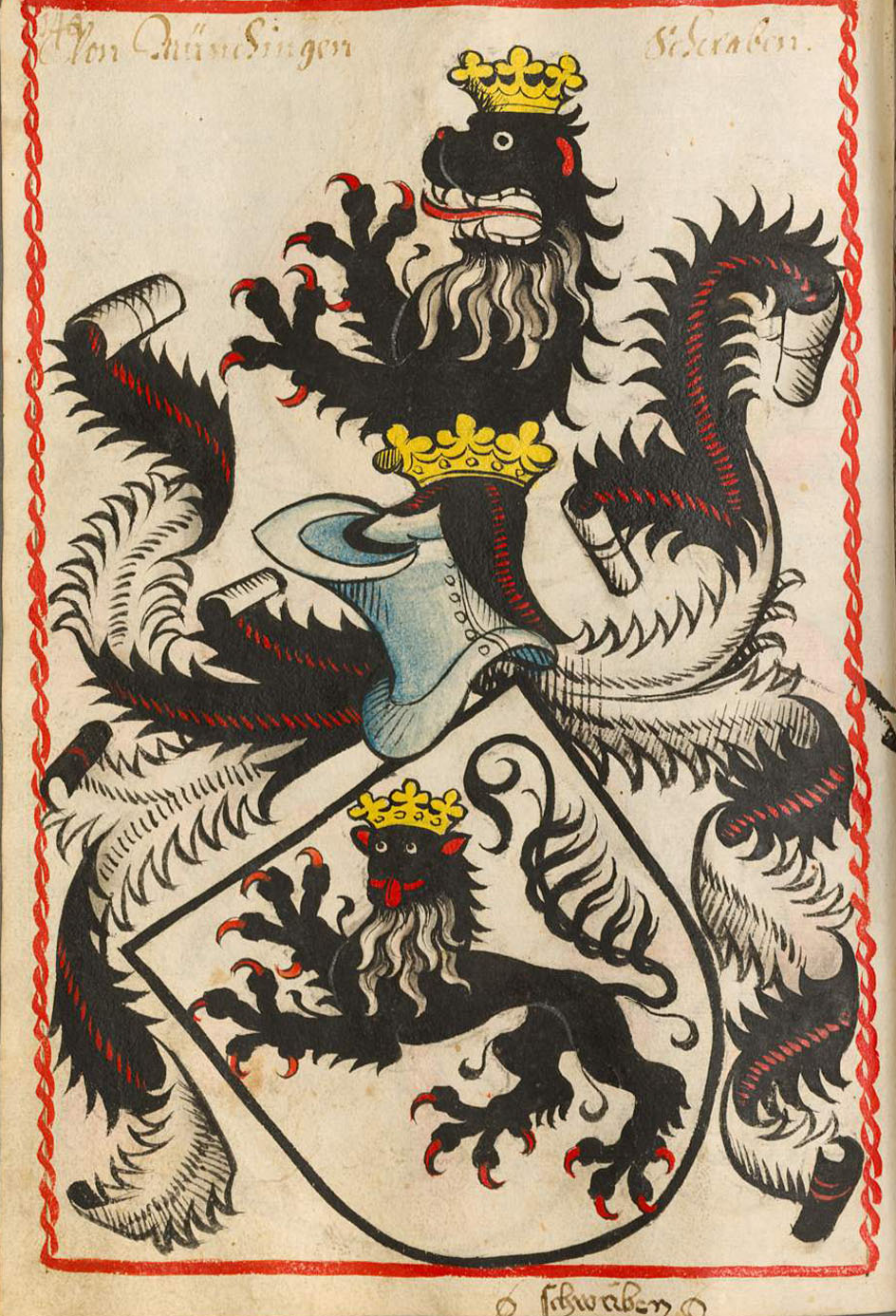
Wappen der Herren von Münchingen

### Wappen und Flagge
|  | Das Stadtwappen zeigt in Blau ein durchgehendes silbernes Kreuz, überdeckt von einer goldenen Hafte (Kesselrinken). Die Stadtflagge ist gelb-blau. Wappen und Flagge wurden der Stadt am 28. Februar 1977 verliehen. Das Stadtwappen verbindet die Hauptfiguren der beiden Ortsteilwappen. |
|  | Das Kreuz ist dem Korntaler Wappen entnommen. Korntals Wappen, das zusammen mit einer weiß-roten Flagge am 21. August 1956 verliehen wurde, zeigte in Rot ein durchgehendes silbernes Kreuz, im (heraldisch) rechten Obereck eine goldene Königskrone.                                     |
|  | Die Hafte entstammt dem Münchinger Wappen: Dieses wurde zusammen mit einer blau-gelben Flagge am 13. Juli 1967 verliehen und zeigte in Gold eine blaue Hafte, überdeckt mit dem blauen Großbuchstaben M.                                                                                   |

### Städtepartnerschaften
Korntal-Münchingen pflegt Städtepartnerschaften mit dem französischen Mirande (Département Gers) und mit dem belgischen Tubize (Bezirk Nivelles). Die Partnerschaften waren bereits von der damals eigenständigen Stadt Korntal initiiert worden.

## Wirtschaft und Infrastruktur

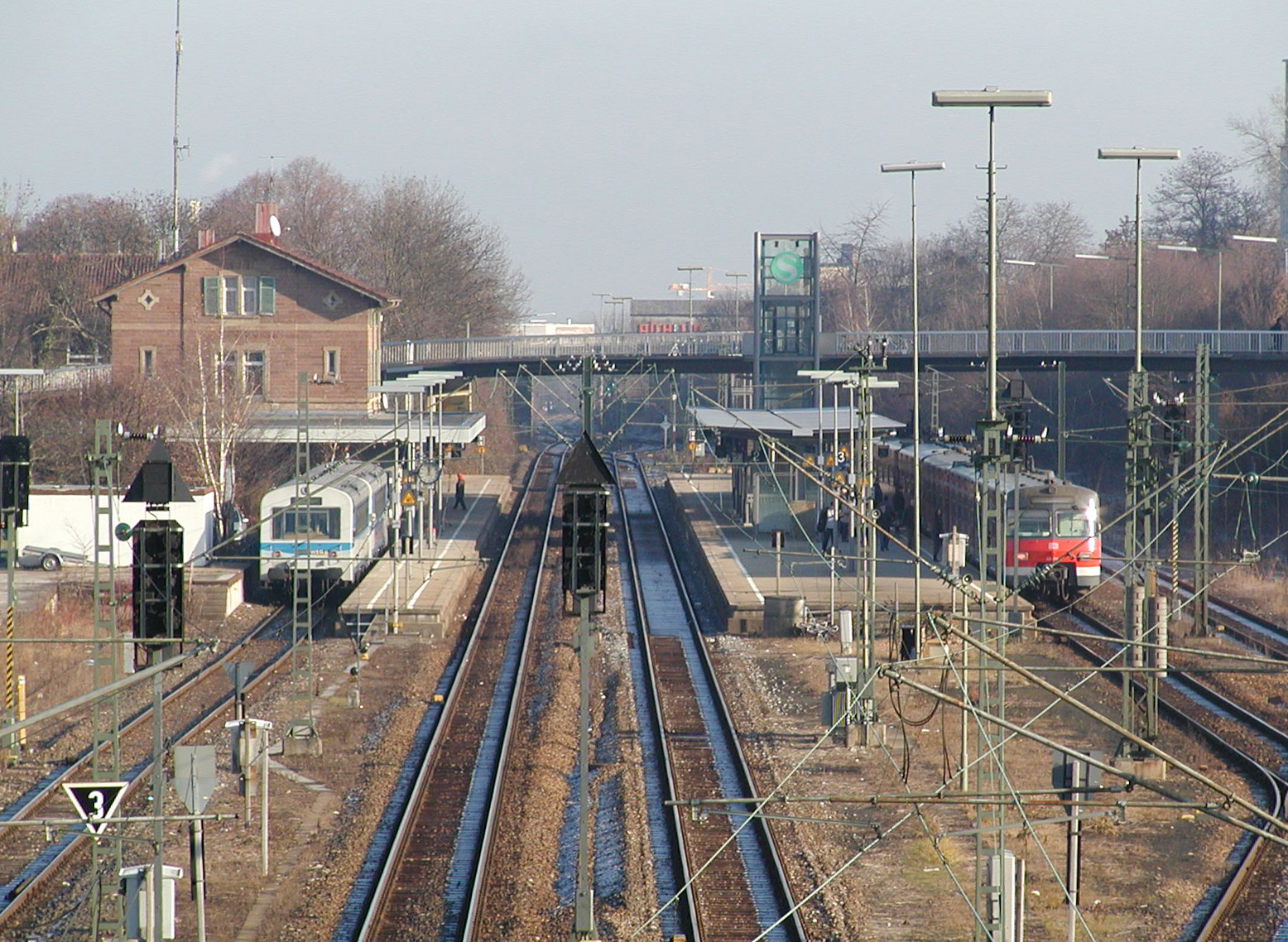
Bahnhof Korntal

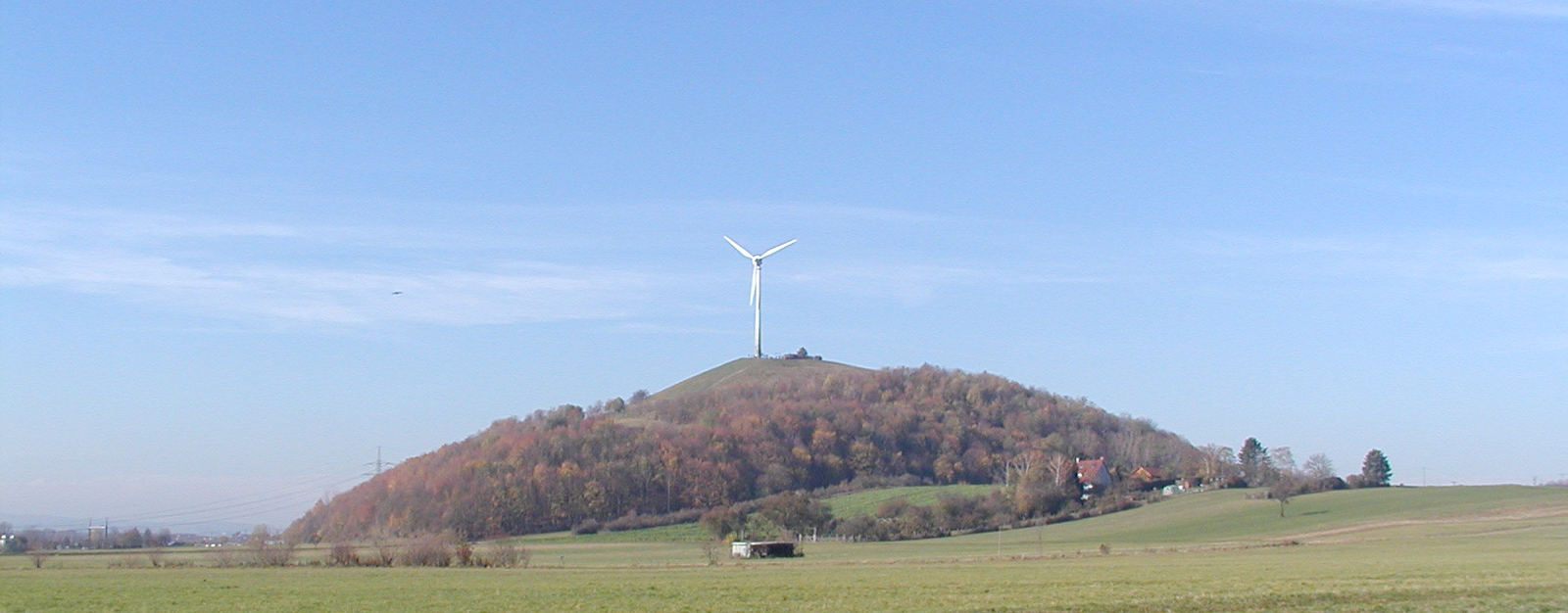
Grüner Heiner mit Windkraftanlage

### Verkehr
Über die württembergische Schwarzwaldbahn, auf der die S-Bahnlinie S6 verkehrt, und über die S60 aus Böblingen ist Korntal am Bahnhof Korntal an das Stuttgarter S-Bahn-Netz angebunden. Die S62 verstärkt in Stoßzeiten das Angebot. Darüber hinaus liegen sowohl Korntal als auch Münchingen an der Strohgäubahn Richtung Heimerdingen mit den Bahnhöfen Korntal, Korntal-Gymnasium, Münchingen-Rührberg und Münchingen im Stadtgebiet.
An das überregionale Straßennetz ist Korntal-Münchingen durch die B 10 und die A 81 angeschlossen. Die einzige auf der Münchinger Gemarkung gelegene Autobahnanschlussstelle ist der Anschluss Stuttgart-Zuffenhausen der A 81.
Der internationale Flughafen Stuttgart befindet sich im etwa 30 Kilometer entfernten Leinfelden-Echterdingen.

### Bildung

#### Schulen
- Stadtteil Korntal
  - Gymnasium: Gymnasium Korntal-Münchingen
  - Realschule: Realschule Korntal-Münchingen
  - Grundschule: Teichwiesenschule
  - Grundschule: FES Strohgäu
  - eine Schule für Erziehungshilfe, die Johannes-Kullen-Schule unter der Trägerschaft der Diakonie der Evangelischen Brüdergemeinde Korntal gGmbH
  - eine Berufsfachschule für Notfallsanitäter unter dem Dach der Malteser Hilfsdienst gGmbH
- Stadtteil Münchingen
  - Grundschule: Flattichschule
  - Förderschule: Strohgäuschule

#### Kindergärten
- Stadtteil Korntal
  - Städtische Kindergärten
    - Kindertagesstätte Tubizer Straße
    - Kindertagesstätte Goerdelerstraße

  - Kirchliche Kindergärten
    - Kindergarten Stettiner Straße (Evangelische Kirchengemeinde Korntal)
    - Kindergarten Gartenstraße (Diakonie der Evangelischen Brüdergemeinde Korntal)
    - Wilhelm-Götz-Kindergarten (Diakonie der Evangelischen Brüdergemeinde Korntal)
    - Kinderhaus Saalstraße (Diakonie der Evangelischen Brüdergemeinde Korntal)
    - Tier- und Naturkindergarten Kleine Arche (Diakonie der Evangelischen Brüdergemeinde Korntal)

  - Freie Kindergärten
    - Hand-in-Hand Kindergarten (Korntaler Kinderbetreuung e. V.)
- Stadtteil Münchingen
  - Städtische Kindergärten
    - Kindertagesstätte Chamäleon
    - Kindertagesstätte Lessingstraße
    - Kindertagesstätte Rührberg

  - Kirchliche Kindergärten
    - Johannes-Völter-Kindergarten (Evangelische Kirchengemeinde Münchingen)

  - Freie Kindergärten
    - Naturkindergarten Sonnenwirbel
    - SportNest (SportPlatz Korntal-Münchingen e. V.)
- Stadtteil Kallenberg
  - Städtische Kindergärten
    - Kindergarten Kallenberg

### Feuerwehr
Die Freiwillige Feuerwehr Korntal-Münchingen besteht aus zwei Einsatzabteilungen (Korntal und Münchingen), einer ortsteilübergreifenden Jugendfeuerwehr und einer Altersabteilung. Jede Einsatzabteilung hat eine Sollstärke von 54 aktiven Mitgliedern. Die Abteilungen verfügen jeweils über ein Führungsfahrzeug und ein Mannschaftstransportfahrzeug. Die Großfahrzeuge sind wie folgt aufgeteilt:
- Abteilung Korntal: Löschgruppenfahrzeug 16/12, Drehleiter 23/12 und ein Tanklöschfahrzeug 16/25
- Abteilung Münchingen: Löschgruppenfahrzeug 20, Hilfeleistungslöschgruppenfahrzeug 20/16

### Ansässige Unternehmen
Die Faro Europe GmbH hat ihren Firmensitz in Korntal-Münchingen. Das Unternehmen produziert portable 3D-Messtechnik. Im Industriegebiet Münchingen sitzt die Tampoprint GmbH, der Begründer des industriellen Tampondrucks. In Korntal ist eine Filiale des Großhandelsunternehmens Metro ansässig.

### Ver- und Entsorgung

#### Strom- und Gasversorgung
Eigentümer des Strom- und Gasnetzes ist die Energieversorgung Strohgäu GmbH & Co. KG, ein gemeinsames Unternehmen der Städte Gerlingen und Korntal-Münchingen sowie der Netze BW GmbH.

#### Wasserversorgung
Korntal-Münchingen bezieht sein Trinkwasser zur Versorgung des Stadtgebiets vom Zweckverband Strohgäu-Wasserversorgung. Dieser beliefert die Stadt mit Wasser von der Bodensee-Wasserversorgung und von der Landeswasserversorgung.
Im Stadtteil Korntal wird der Bereich nördlich der Ludwigsburger Straße und westlich der Martin-Luther-Straße mit Trinkwasser von der Landeswasserversorgung versorgt. Der südliche und östliche Bereich wird mit Trinkwasser von der Bodensee-Wasserversorgung versorgt.
Im Stadtteil Münchingen wird der Ortskern mit Trinkwasser von der Landeswasserversorgung versorgt. Das Gewerbegebiet Siemensstraße/Kornwestheimer Straße sowie der Kallenberg wird mit Trinkwasser von der Bodensee-Wasserversorgung versorgt.

#### Abwasserbeseitigung
Aufgrund der geografischen Lage und der topografischen Gegebenheiten entwässert die Stadt Korntal-Münchingen in unterschiedliche Klärwerke.
Die Abwässer aus dem Stadtteil Korntal werden zum größten Teil im Hauptklärwerk der Stadtentwässerung Stuttgart (SES) in Stuttgart-Mühlhausen gereinigt. Das gereinigte Abwasser wird in den Neckar eingeleitet. Ein kleinerer Teil gelangt in das Gruppenklärwerk Ditzingen, das ebenfalls von der SES betrieben wird. Das gereinigte Abwasser fließt in die Glems.
Die Abwasserreinigung für die Stadtteile Münchingen und Kallenberg erfolgt durch den Zweckverband Gruppenklärwerk Talhausen. Die Kläranlage Talhausen liegt am Rande des zu Markgröningen gehörenden Weilers Talhausen. Das gereinigte Wasser wird in die Glems eingeleitet.

#### Abfallentsorgung
Die Abfallentsorgung wird von der Abfallverwertungsgesellschaft des Landkreises Ludwigsburg mbH (AVL) übernommen, einer 100%igen Tochtergesellschaft des Landkreises Ludwigsburg. Die AVL ist beauftragt, die Aufgaben zur Vermeidung, Verwertung und Beseitigung von Abfällen im Auftrag des Landkreises Ludwigsburg zu erfüllen.
Natur
Auf der Gemarkung Münchingen nahe dem Stadtteil Kallenberg wurde Anfang Januar 2018 ein zweijähriger Wolfsrüde gesichtet. Dies ist die erste bestätige Sichtung eines Wolfes im Großraum Stuttgart seit vielen Jahrzehnten.

## Kultur und Sehenswürdigkeiten

### Sehenswürdigkeiten in Münchingen

#### Johanneskirche Münchingen

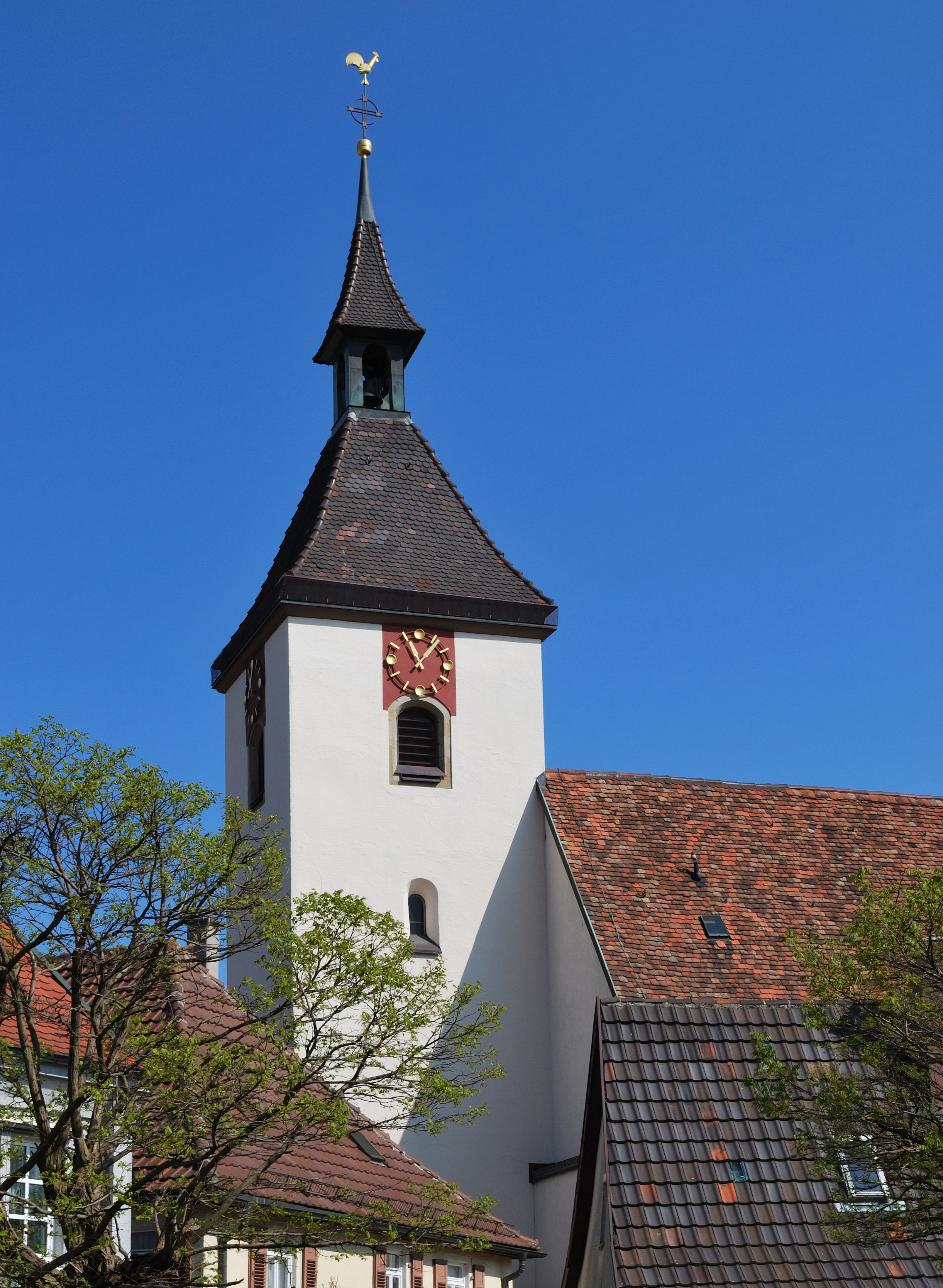
Johanneskirche Münchingen

Die spätgotische Johanneskirche in Münchingen wurde im 15. Jahrhundert erbaut. Baumeister waren Aberlin Jörg und Bernhard Sporer. Im Chorraum befinden sich Grabmale für die Familie des Philipp Christoph von Münchingen von hohem künstlerischen Wert, die ein Werk des Bildhauers Jeremias Schwartz sind.
Im Dreißigjährigen Krieg erlitt die Kirche 1643 wie auch das benachbarte Rathaus schwere Brandschäden. Von der einstigen Wehrmauer um die erhöht befindliche ehemalige Wehrkirche und den sie umgebenden Friedhof ist nur noch ein Teil erhalten, der in die 1982 neu erbaute Stützmauer integriert wurde.

#### Altes und Neues Schloss

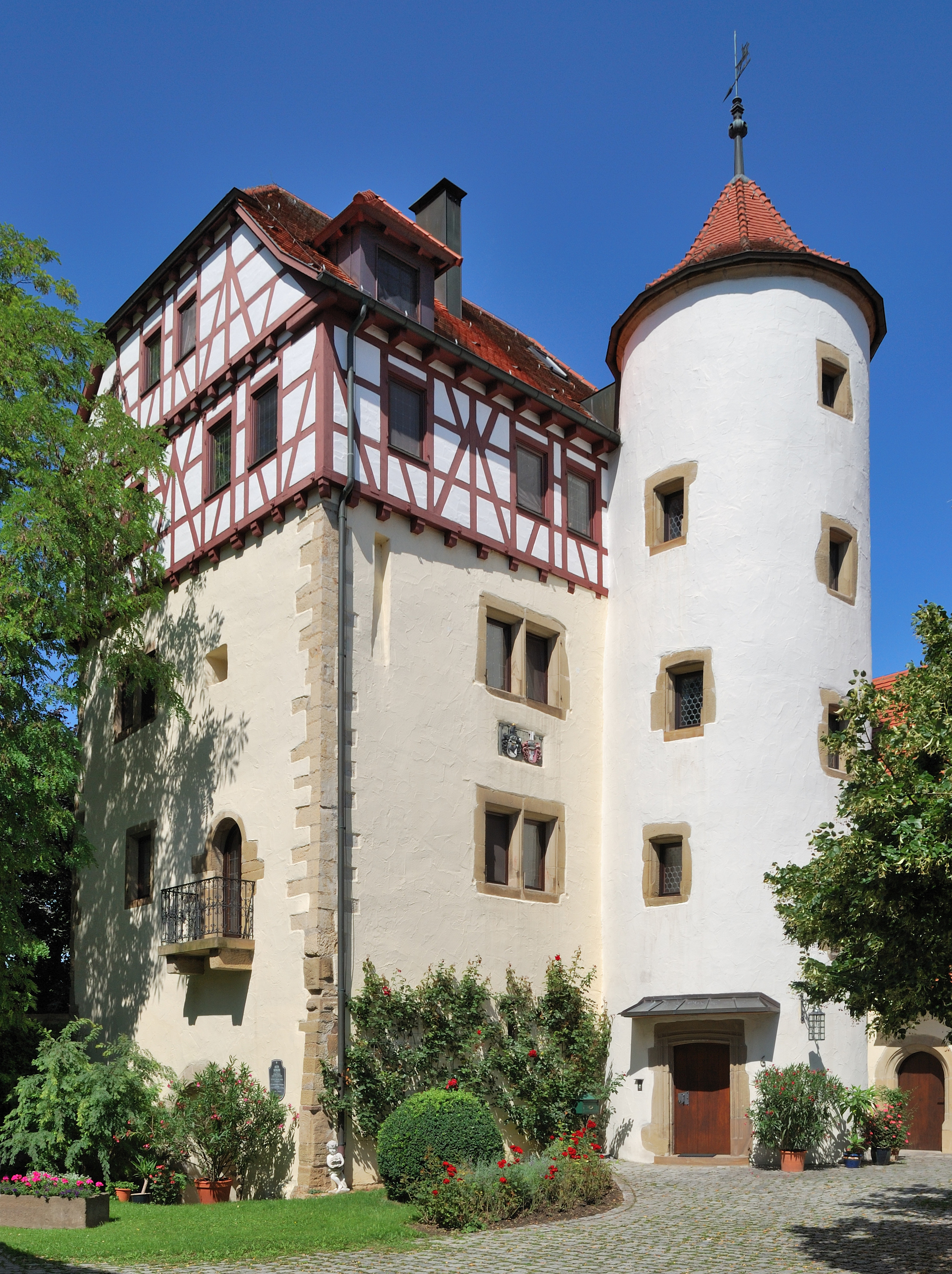
Altes Schloss Münchingen

Das Alte Schloss war ursprünglich ein mit einem drei Meter tiefen Wassergraben umgebenes Wasserschloss. 1304 wurde es erstmals als „Burg Münchingen“ erwähnt. Der Burggraben wurde noch 1851 als Fischteich genannt. Um 1558 entstand ein viereckiger Neubau mit vermutlich drei Stockwerken und einem Treppenturm mit steinerner Wendeltreppe. Eine steinerne Tafel mit Inschrift am Wohnhaus verweist noch heute auf die Bauherrn Werner von Münchingen und seine Frau Ursula von Riep.
Im Schlosshof befinden sich ein Wirtschaftsgebäude mit der Inschrift von 1619 und ein Stall mit Schießscharten.
Das Neue Schloss ist ein Bauwerk aus dem 18. Jahrhundert. Das stattliche, zweigeschossige, verputzte Gebäude mit drei Dachgeschossen unter einem Mansarden-Walmdach wurde durch die Freiherrn von Harling um 1735 auf alten Resten aus der Zeit um 1554 erbaut. Zahlreiche Besitzerwechsel in der Folgezeit prägten die Geschichte und das Erscheinungsbild des Neuen Schlosses. Umfangreiche Sanierungen und Umgestaltungen in den 2010er-Jahren lassen es wieder in seinem ursprünglichen Rokokostil erscheinen.

#### Rathaus

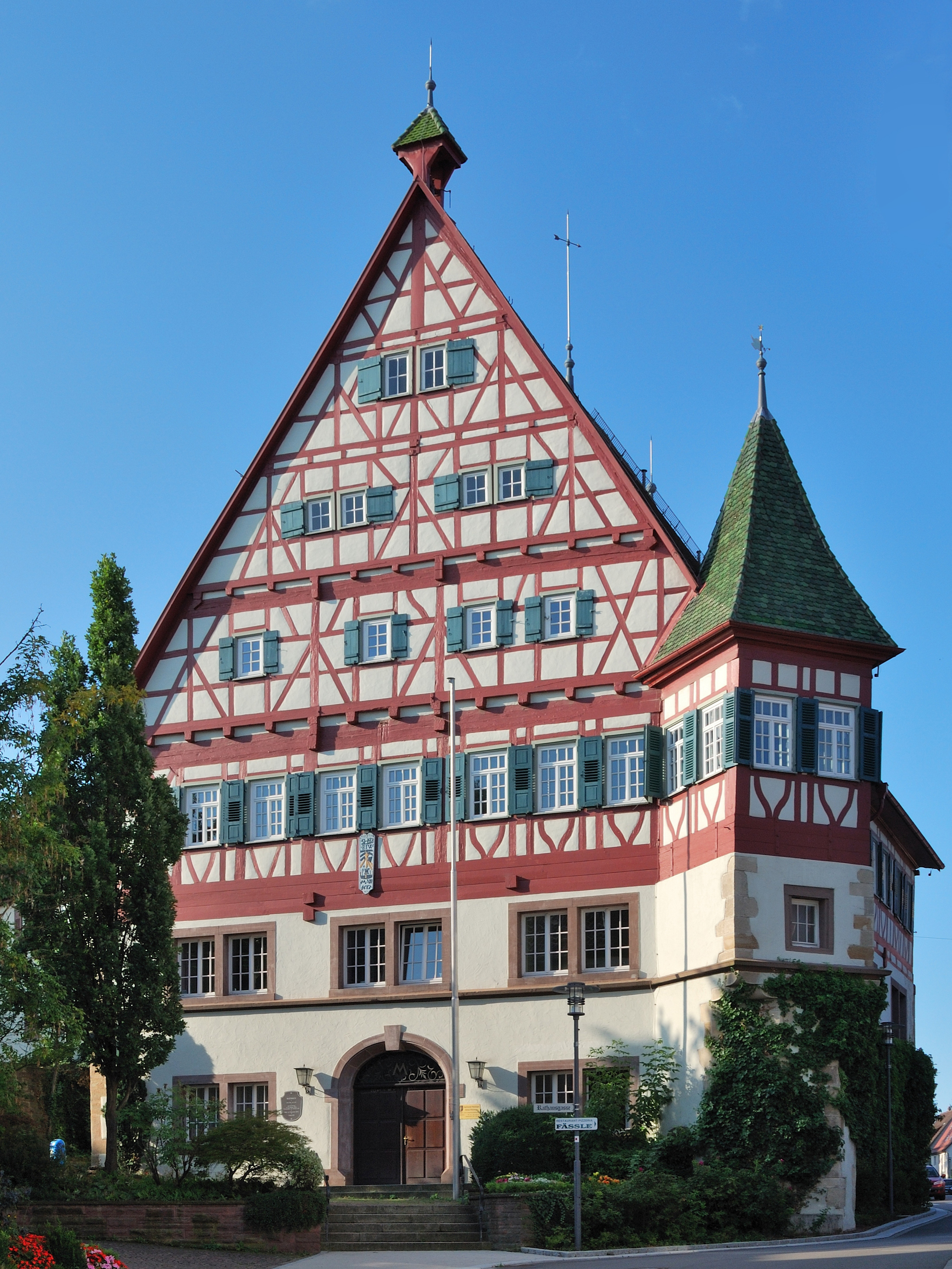
Rathaus Münchingen

Das Rathaus in Münchingen gehört zu den  Fachwerkhäusern im Kreis Ludwigsburg. Ein Turmerker gehört zum Bau. Das Fachwerk ist mit Rautenmotiven und geschweiften Bändern verziert.
Fachwerkstock und Giebelgeschosse des heutigen Rathauses sind 1687 auf den renovierten Mauern einer Kelter aufgesetzt worden. Diese wurde bereits 1541 nachgewiesen und bildete wiederum zuvor das Erdgeschoss eines früheren Rathauses. Dieser Vorgängerbau brannte – ebenso wie die Johanneskirche – im Dreißigjährigen Krieg (1643) ab. Der Vorgängerbau war vermutlich zwischen 1590 und 1599 errichtet worden. Eine teilweise erhaltene Jahreszahl am südlichen Rundbogenportal stützt diese Vermutung.
Über den Wiederaufbau von 1687 gibt eine über dem Haupteingang angebrachte Holztafel Auskunft. Diese Inschrift mit den Buchstaben „SHSSR“ und „BIW“ lässt auf den damaligen Schultheißen Jakob Schmalzried und den seinerzeitigen Bürgermeister Jakob Wetzel schließen. Das darunter dargestellte Zimmermannswerkzeug und die Angabe „MW“ deuten auf den namentlich nicht mehr bekannten Zimmermann hin. Die Zahl „1687“ gibt das Baujahr an.

#### Backhaus

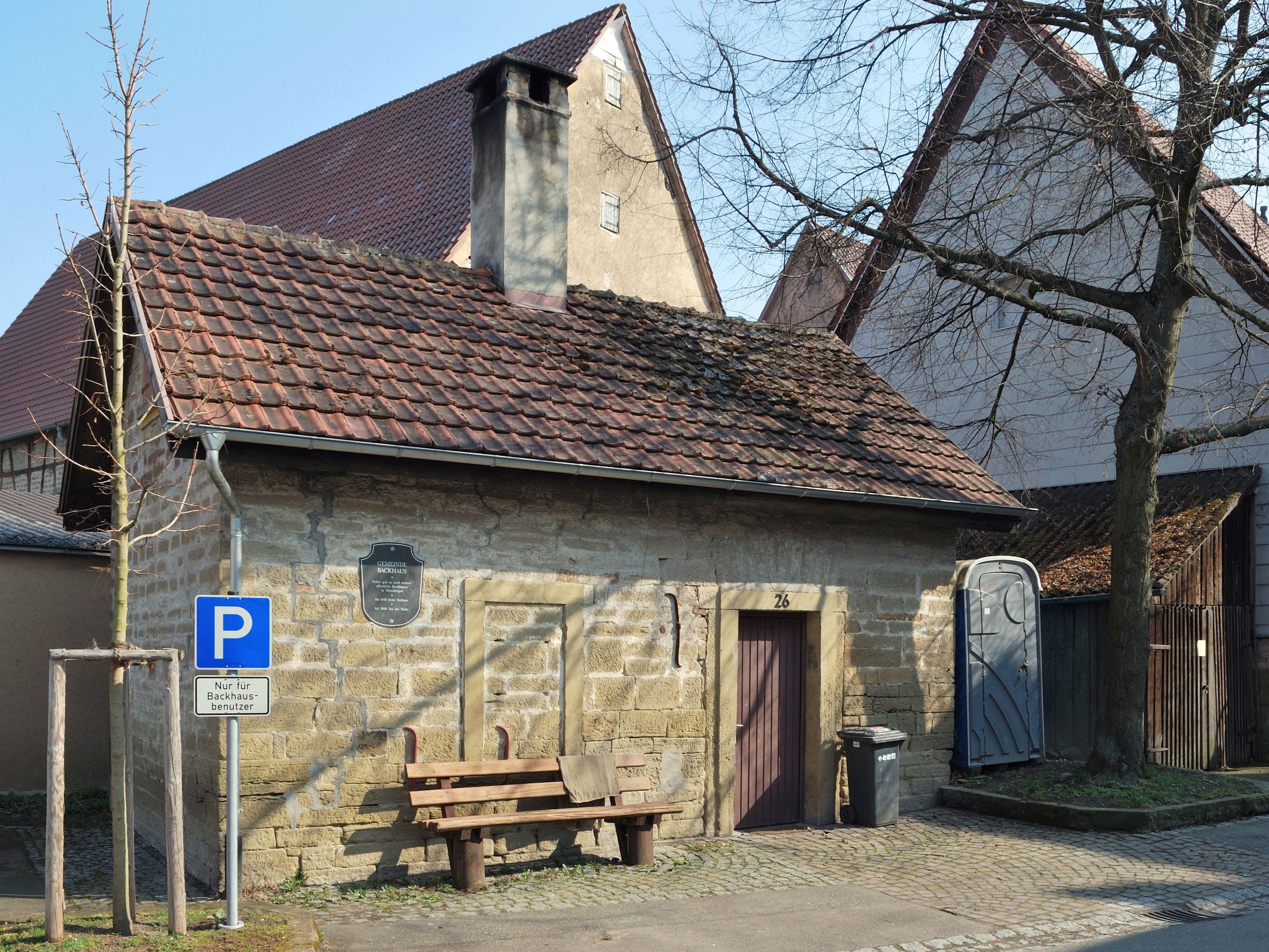
Backhaus in der Hinteren Gasse in Münchingen

Das Backhaus in der Hinteren Gasse aus dem Jahr 1844 besitzt zwei Backöfen. Es ist das letzte noch erhaltene Backhaus in Münchingen.
Gemäß der „General-Verordnung, die Feuerpolizeigesetze betreffend…“ vom 13. April 1808, die König Friedrich zum Schutz der Gemeinden vor Feuerbränden erließ musste jede Ortschaft über Backhäuser verfügen, „da die vielen Backöfen in den Häusern ebenso überflüssig als gefährlich sind“. In Münchingen konnte dieses Gesetz wie in vielen anderen Gemeinden erst wesentlich später umgesetzt werden.
Neben diesem Backhaus existierten in Münchingen noch zwei weitere Backhäuser, eines am Rathaus und eines an der Wette (Kreuzung Haupt – Stuttgarter Straße). Sie wurden 1956 bzw. 1969 abgebrochen.
Das Backhaus wurde 2014 durch ehrenamtliche Bürger und mit Unterstützung der Stadtverwaltung saniert und kann heute von jedermann genutzt werden.

#### Heimatmuseum
Das Heimatmuseum wurde 1986 von der Stadt Korntal-Münchingen in Zusammenarbeit mit dem Heimatverein Münchingen e. V. gegründet. Es befindet sich im Alten Schulhaus. Dieses liegt in typischer kirchennaher Lage und zeigt den Charakter eines dörflichen Schulhauses der Mitte des 18. Jahrhunderts. Durch seine Größe demonstrierte es auch die wirtschaftliche Stärke des reichen Bauerndorfes.
Das erste Gebäude aus dem 17. Jahrhundert brannte im Dreißigjährigen Krieg 1643 ab; es wurde 1645 bis 1650 wiederaufgebaut. Nach einem Umbau 1743/1744 wurde es bis 1964 als Schulhaus genutzt.
Das Heimatmuseum zeigt alltägliche Gegenstände aus der bäuerlichen und handwerklichen Geschichte wie das Schulzimmer mit seinen Holzbänken und den Schreibtafeln aus Schiefer, das Schlafzimmer der Großeltern mit dem Engelsbild über dem Bett oder die Werkstätten typischer dörflicher Handwerker wie den Schmied und den Wagner. Ein Ausstellungsraum ist dem Leben und Wirken des Münchinger Pfarrers und Pädagogen Johann Friedrich Flattich (1713–1797) gewidmet. Zusätzlich finden regelmäßige Sonderausstellungen statt.

#### Weitere Sehenswürdigkeiten in Münchingen

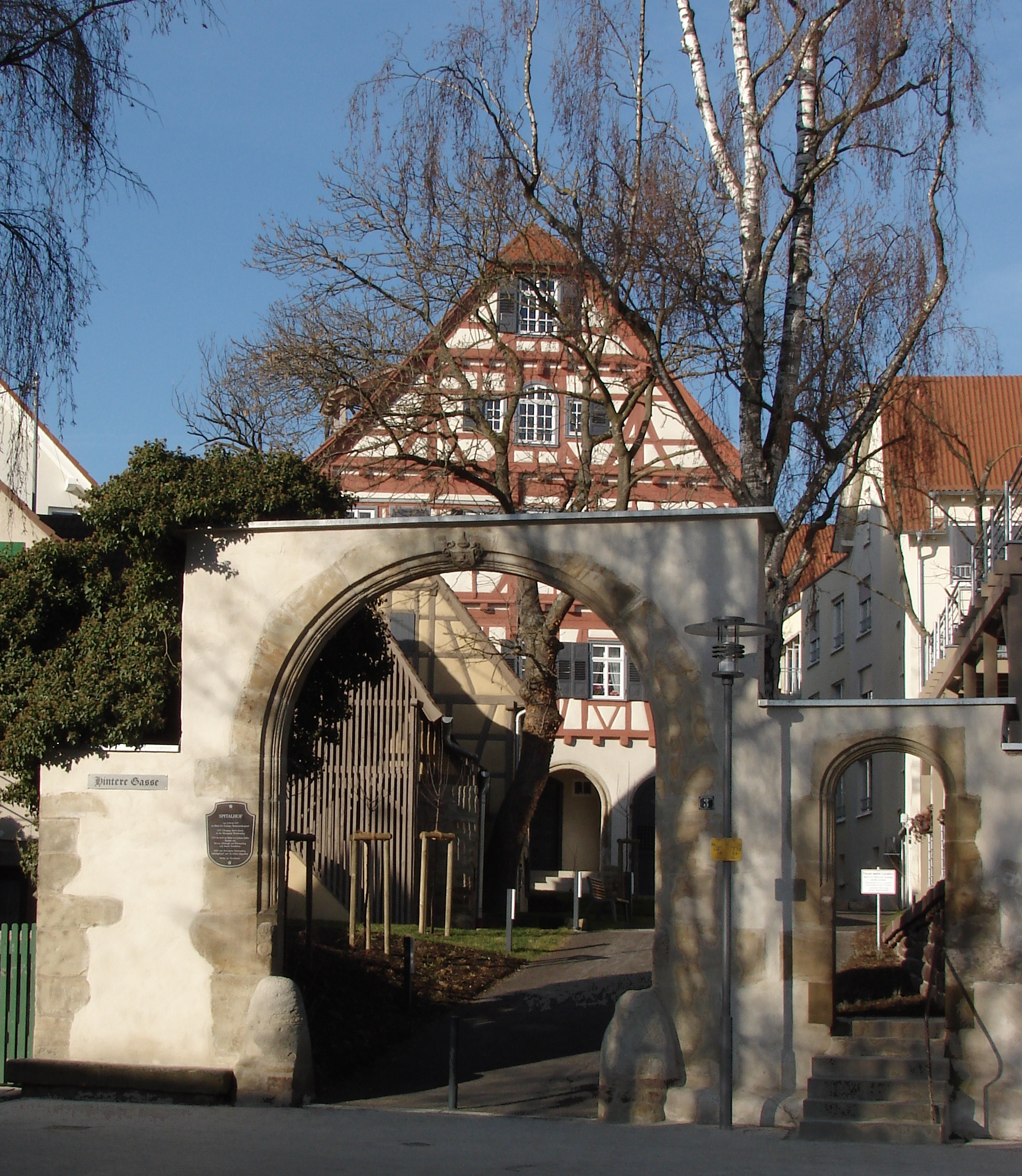
Spitalhof in Münchingen
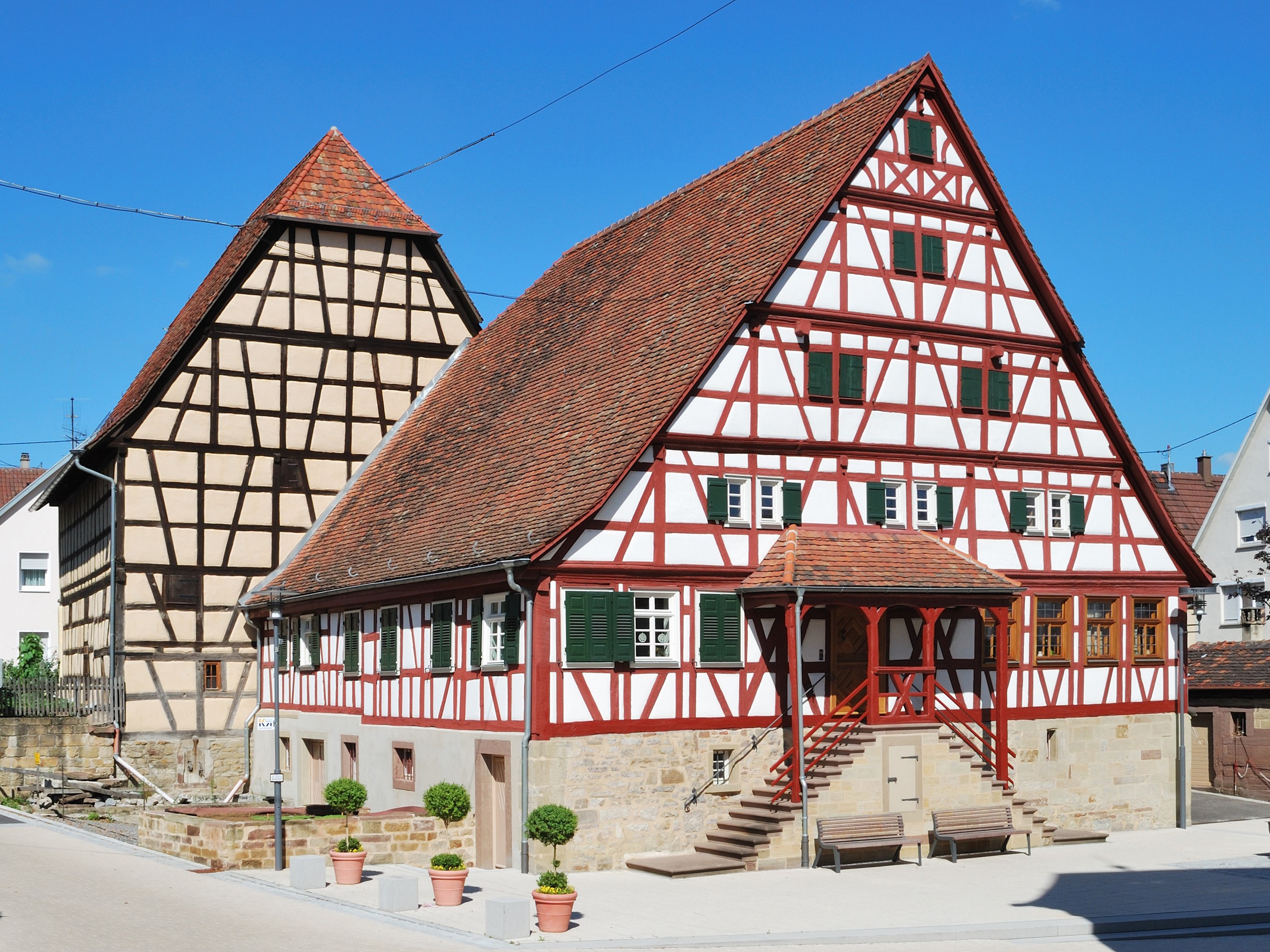
Hengel-Haus in Münchingen
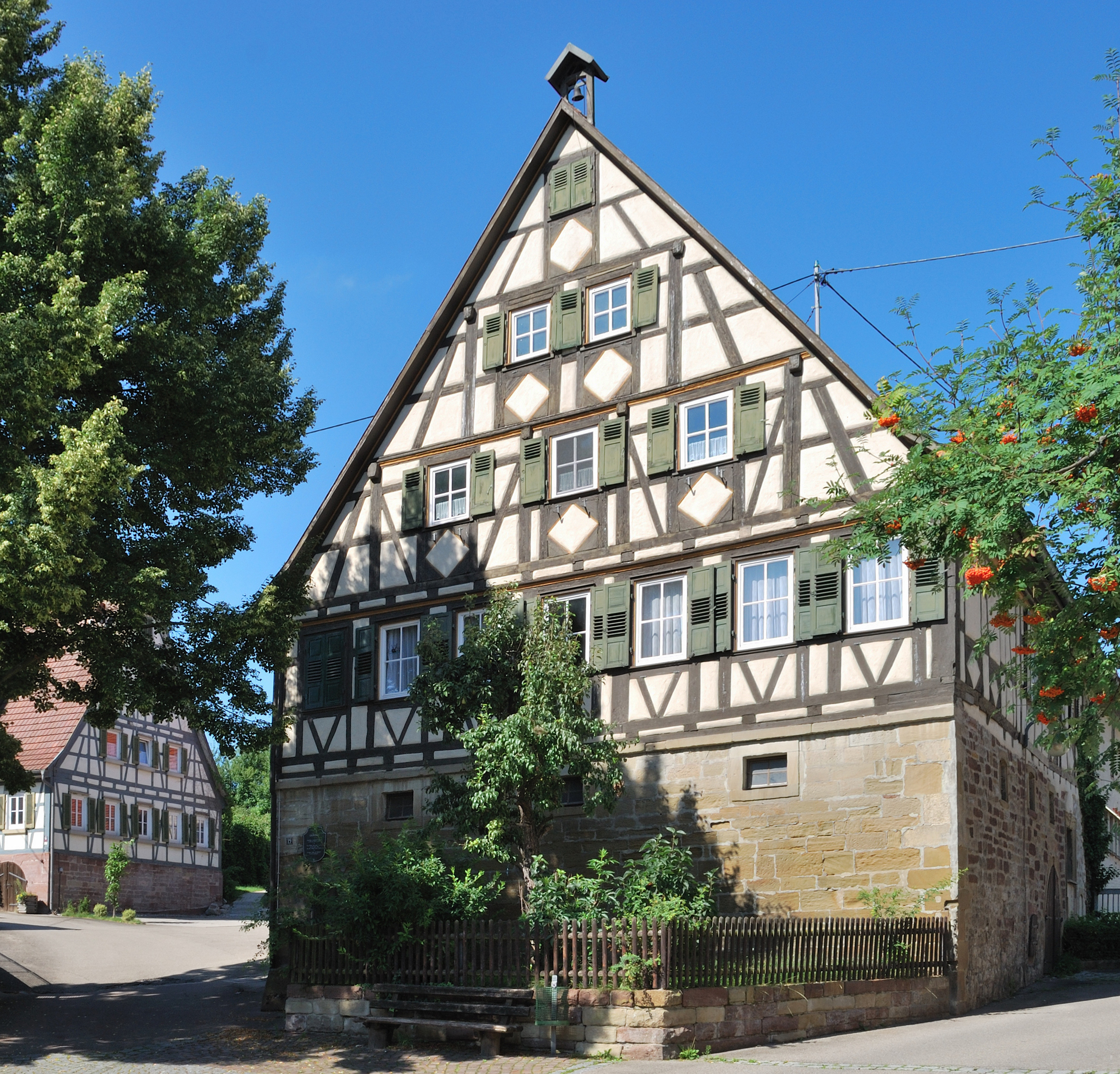
„Glöckle“ in Münchingen
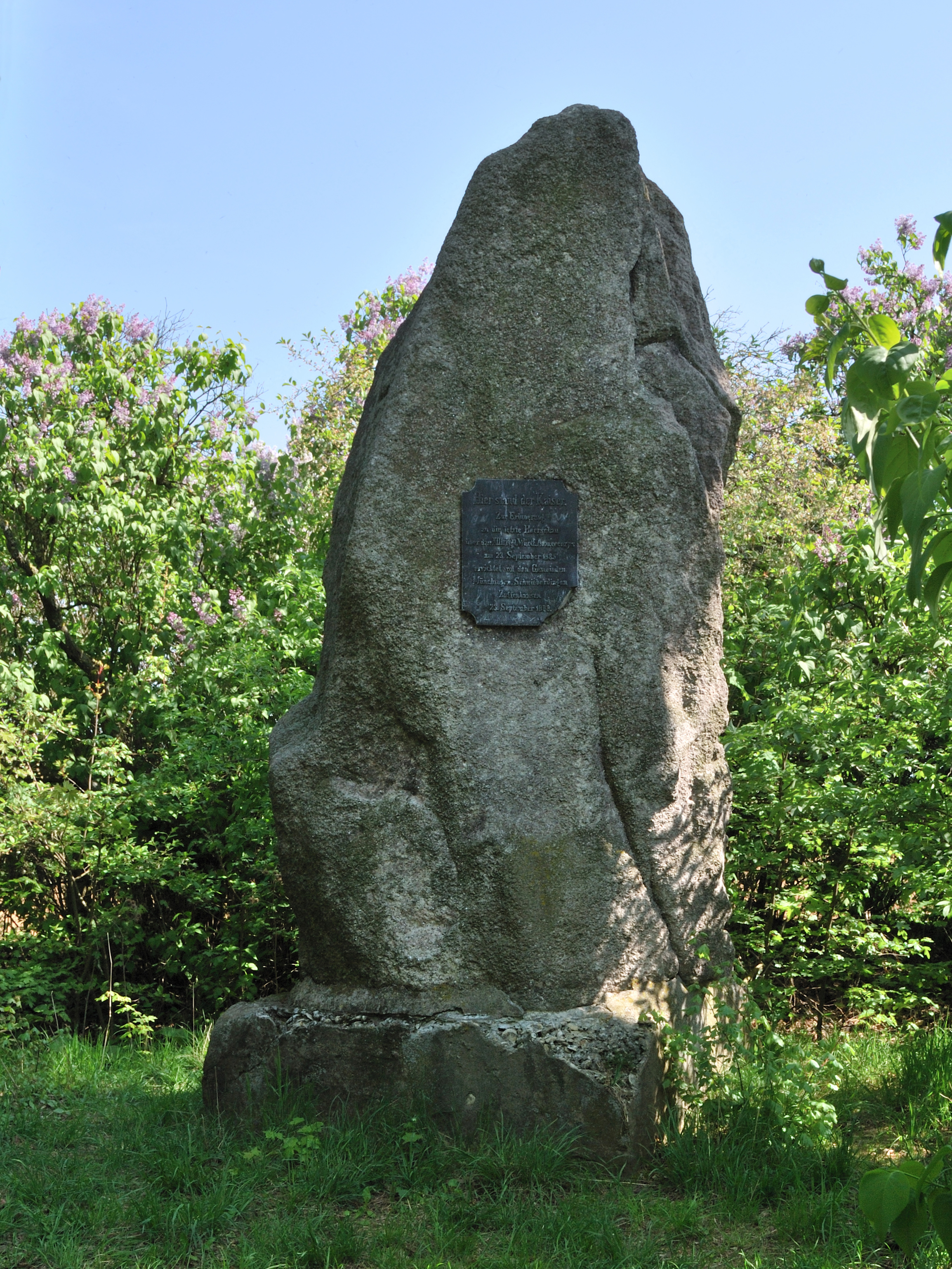
Der Kaiserstein von Münchingen

- Spitalhof Münchingen, 1278 als Gutshof des Esslinger Katharinenspitals erstmals urkundlich erwähnt, 2006 zu einem Pflegeheim der Stiftung Evangelische Altenheimat umgebaut[27]
- Hengel-Haus, denkmalgeschütztes stadtbildprägendes Fachwerkhaus mit Scheune gegenüber dem Rathaus in Münchingen[28]
- „Glöckle“-Anwesen, im 17. Jahrhundert errichtete stattliche Hofanlage unter Denkmalschutz, wichtiges Zeugnis für die landwirtschaftliche Prägung von Münchingen[29]
- Kaiserstein, Denkmal zur Erinnerung an das Kaisermanöver 1885

### Sehenswürdigkeiten in Korntal

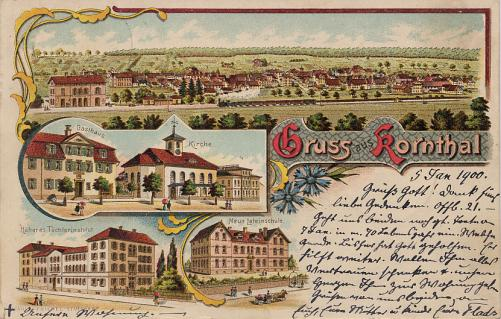
Korntal um 1900
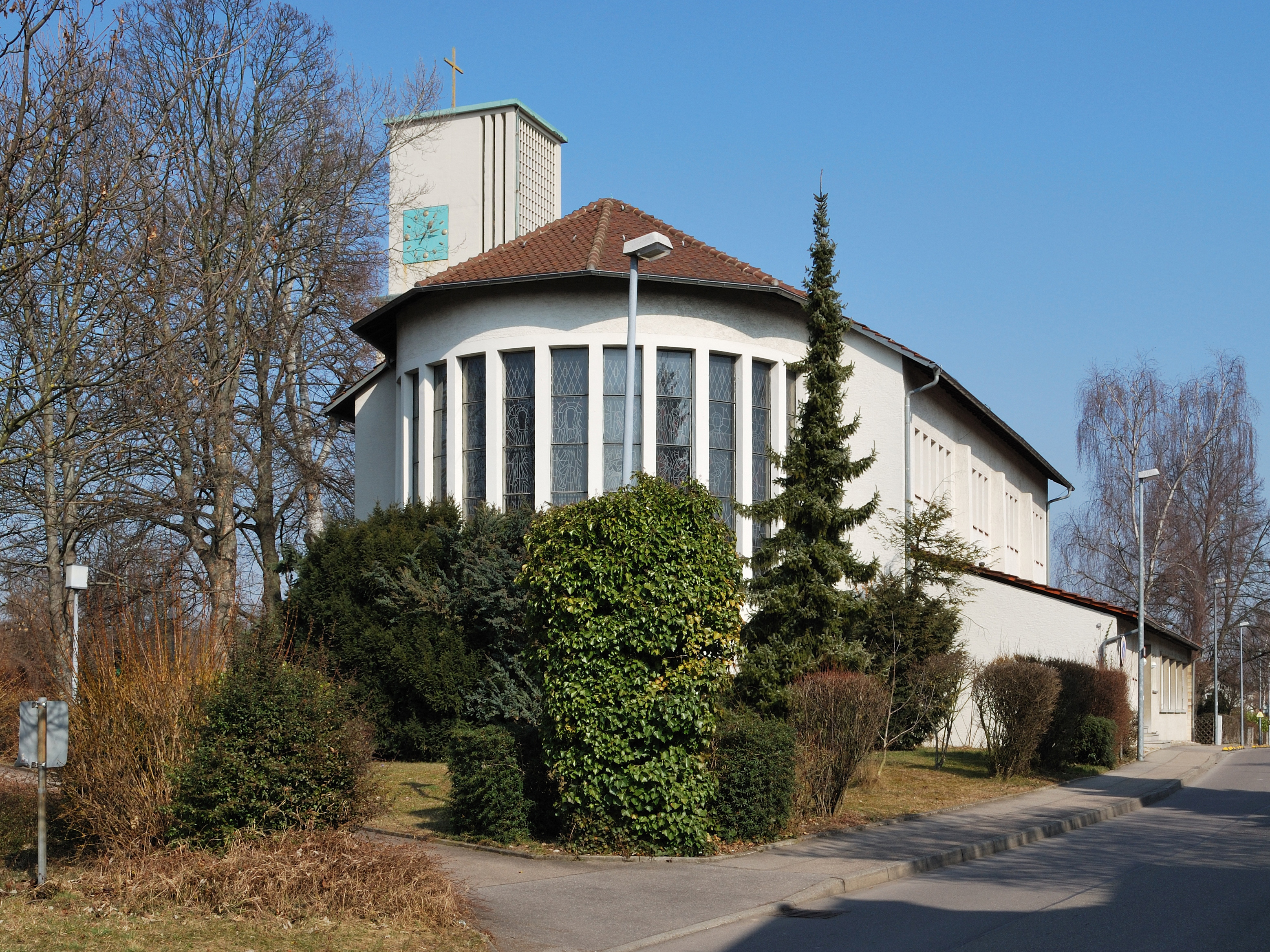
Korntaler Johanneskirche
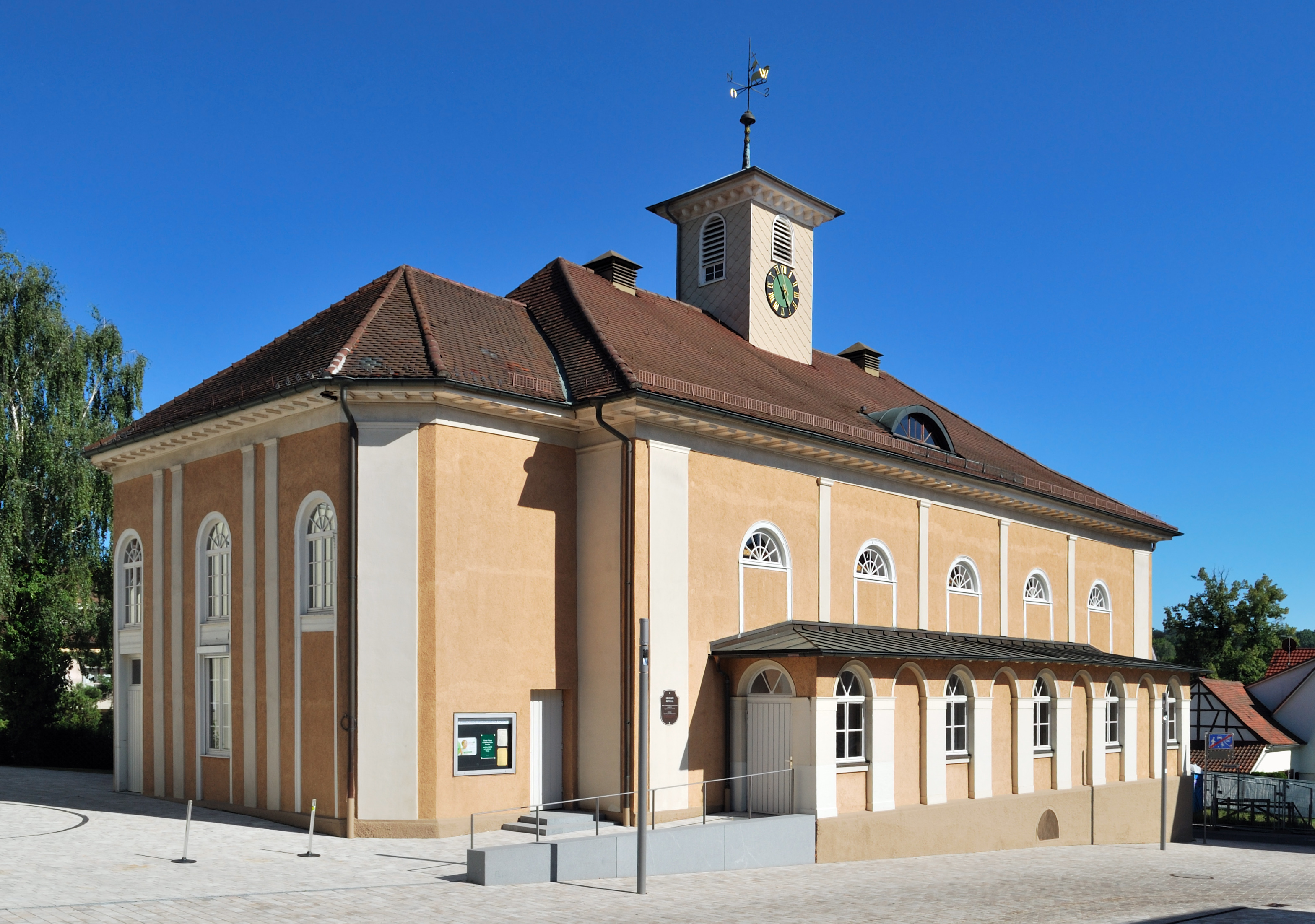
Betsaal der Brüdergemeinde Korntal

- Landschloss Korntal
- Stadthalle Korntal
- Johanneskirche Korntal
- Christuskirche Korntal
- Großer Betsaal der Brüdergemeinde Korntal
- Kolb-Lollipop-Museum. 1981 gegründetes Museum für die 1950er, 1960er und 1970er Jahre, das auch Autos und Motorräder ausstellt.[30][31]

Sonstiges
- Kunstverein Korntal-Münchingen
- Museumszug Feuriger Elias auf der Strecke der Strohgäubahn
- Auffüllberg Grüner Heiner mit Windenergieanlage (Naturschutzgebiet)
- Hofgut Mauer

## Persönlichkeiten

### Ehrenbürger
- Immanuel Gottlieb Kolb (1784–1859), württembergischer Pädagoge und Pietist
- Werner Thrum (1912–1977), Bürgermeister von Korntal 1954–1975 und Präsident des Württembergischen Gemeindetags 1962–1975[32]
- Paul Bausch (1895–1981), Politiker (CSVD, CDU), Landtags-, Reichstags- und Bundestagsabgeordneter
- Wilhelm Simpfendörfer (1888–1973), Pädagoge und Politiker (CSVD, CDU), Mitglied des Reichstags, Mitglied des Landtags von Baden-Württemberg, Kultusminister von Württemberg-Baden 1946 und von Baden-Württemberg 1953–1958

### Söhne und Töchter der Stadt
- Johann Georg Gmelin (1674–1728), geboren in Münchingen, Apotheker und Chemiker
- Rosina Widmann geb. Binder (1826–1908, jew. in Korntal), Erzieherin, Missionarin, Frauenberufsausbildung an der Goldküste
- Andreas Barner (1835–1910), geboren in Korntal, Organist und Komponist
- Gottlieb Löffler (1868–1946), geboren in Korntal, Maler und Kunstpädagoge
- Rudolf Daur (1892–1976), geboren in Korntal, evangelischer Pfarrer, Leiter des Bundes der Köngener
- Paul Bausch (1895–1981), geboren in Korntal, Politiker (CSVD und später CDU)
- Hedwig Goller (1920–2015), geboren in Korntal, Malerin, Grafikerin und Kunsterzieherin
- Werner Bunz (1926–2009), geboren in Korntal, Graphiker, Schriftkünstler und Kalligraf
- Holger Sammet (* 1944), geboren in Korntal, Generalmajor der Bundeswehr
- Axel Schönbucher(1945–2025), Chemiker und Hochschullehrer
- Irmela Hijiya-Kirschnereit (* 1948), geboren in Korntal, Japanologin
- Frieder Reininghaus (* 1949), geboren in Korntal, Musikpublizist und Kulturkorrespondent
- Dorothea Grünzweig (* 1952), geboren in Korntal, Schriftstellerin
- Sieghard Knodel (* 1961), geboren in Korntal, Politiker (parteilos, AfD)
- Gunther Krichbaum (* 1964), geboren in Korntal, Politiker (CDU)

### Persönlichkeiten, die in der Stadt gewirkt haben
- Johann Friedrich Flattich (1713–1797), evangelischer Pfarrer in Münchingen
- Gottlieb Wilhelm Hoffmann (1771–1846), Notar und Bürgermeister, Pietist
- Karl Köllner (1790–1853), pietistischer Pädagoge
- Johann Ludwig Krapf (1810–1881), pietistischer Missionar, Entdecker, Sprach- und Afrikaforscher
- Carl Seilacher (1882–1958), evangelischer Pfarrer, Schriftsteller und Archivar
- Gerhard Zeidler (* 1936), Ingenieur, unter anderem Manager bei Standard Elektrik Lorenz (SEL). lebt in Korntal
- Martin Winterkorn (* 1947), Manager, Vorstandsvorsitzender der Volkswagen AG 2007–2015, wuchs in Münchingen auf
- Albrecht Rittmann (* 1949), politischer Beamter (CDU), lebt in Korntal-Münchingen
- Günther Oettinger (* 1953), CDU-Politiker, ehemaliger Ministerpräsident von Baden-Württemberg und EU-Kommissar, besuchte das Gymnasium in Korntal-Münchingen
- Stefan Waghubinger (* 1966), Kabarettist, lebt in Korntal-Münchingen